# 埃玛·维肯
埃玛·维肯（瑞典語：Emma Wikén，1989年5月1日—），瑞典女子越野滑雪运动员。她曾代表瑞典参加2014年冬季奥林匹克运动会越野滑雪比赛，获得女子4×5公里接力金牌。